# Cerovica (Sokobanja)
Cerovica (serbisches-kyrillisch: Церовица) ist ein Dorf in Serbien.

## Geographie
Das Dorf befindet sich in der geographischen Region Banja, in der Opština Sokobanja, im Okrug Zaječar, im Osten des Balkanstaats. 
Cerovica ist rund 18 km östlich der Gemeindehauptstadt gelegen und liegt am östlichen Rand des Banja-Beckens, zwischen den Anhöhen und Hängen des Hügels Ognjišnjak, im Tal des Baches, Cerovački Potok, an der Hauptstraße, die von Sokobanja nach Knjaževac, führt.
Das Dorf liegt durchschnittlich auf einer Höhe von 677 m über dem Meeresspiegel. Einzelne Gehöfte befinden sich auf einer Höhenlage von bis zu 720 Metern. 
Im Ort existieren einige Quellen und Brunnen. Der stärkste Wind, der das Dorf durchzieht, kommt aus nördlicher Richtung vom Gebirge Rtanj.

## Dorftypus
Das Dorf ist sehr klein und wird von Wiesen und Bäumen umrundet. Cerovica ist etwas verstreuter besiedelt als andere Orte der Gegend. Der Charakter eines Haufendorfes ist aber weitgehend erhalten geblieben. Das Dorf ist in die zwei kleinen Dorfteile, (die nach den zwei größten Familien des Dorfes benannt wurden) Milojkovska mala und Pavkovska mala, gegliedert.
Die Dorfbewohner betreiben Landwirtschaft und Viehzucht. Die Viehzucht ist im Ort ziemlich stark entwickelt. 
Rund um das Dorf gibt es landwirtschaftlich genutzte Areale, insbesondere bei den Flurnamen: Cerje, Kondžil, Dubrava und Jerska Ornica. Die Bodenfruchtbarkeit ist gering. 
Die größten Weiden des Dorfes befinden sich auf der Lokalität Dubrava und dem Ognjišnjak. 

## Bevölkerung
Das Dorf hatte 2022 eine Einwohnerzahl von nur 11 Bewohnern, während es 2011 noch 33 waren. Das Dorf droht bald auszusterben und sich in eine Wüstung zu verwandeln. Die Bevölkerung stellen Serben.

### Demographie
| Jahr | Einwohnerzahl |
| ---- | ------------- |
| 1948 | 208           |
| 1953 | 221           |
| 1961 | 207           |
| 1971 | 183           |
| 1981 | 146           |
| 1991 | 79            |
| 2002 | 54            |
| 2011 | 33            |
| 2022 | 11            |

## Geschichte
Die Vorfahren der zwei größten Familien des Dorfes, die aus dem Kosovo und der Herzegowina herstammen, siedelten sich als erste in dieser Gegend an.   
Das Dorf befand sich zuerst nahe des Baches bei der Lokalität, Reka, und wurde dann an seinen heutigen Standort verlegt. Cerovica wuchs durch den Zuzug weiterer Familien an. Der Dorfname leitet sich von der serbischen Bezeichnung, der Baumart, der Zerreiche, ab. 
Die Sommerweiden der Dorfbewohner, wurden im Zweiten Weltkrieg von den bulgarischen Besatzern, niedergebrannt. Neue Weiden wurden auf dem Platz Kondžil angelegt. 

## Belege
- Artikel über das Dorf auf der Seite www.soko-banja.org, (serbisch)
- Artikel über das Dorf auf der Seite www.poreklo.rs, (serbisch)
- Књига 9, Становништво, упоредни преглед броја становника 1948, 1953, 1961, 1971, 1981, 1991, 2002, подаци по насељима, Републички завод за статистику, Београд, мај 2004, ISBN 86-84433-14-9
- Књига 1, Становништво, национална или етничка припадност, подаци по насељима, Републички завод за статистику, Београд, фебруар 2003, ISBN 86-84433-00-9
- Књига 2, Становништво, пол и старост, подаци по насељима, Републички завод за статистику, Београд, фебруар 2003, ISBN 86-84433-01-7